# Saïd Barkat
Pour les articles homonymes, voir Barkat.
Said Barkat (سعيد بركات), né le 15 juin 1948 à Biskra, est un homme politique algérien.
Dans le contexte des manifestations de 2019 en Algérie, il est arrêté pour corruption. Il est condamné l'année suivante à quatre ans de prison.

## Biographie
Said Barkat possède un doctorat en médecine qu'il a obtenu à l'Université d'Alger. Après avoir travaillé comme médecin, il travaille comme journaliste au quotidien Ech chaâb.
Président de l'association « Les droits de l'enfant », il est aussi membre du bureau de l'Union des médecins algériens, et du Croissant rouge algérien.
En 1999, il a été nommé par le président Abdelaziz Bouteflika, ministre de l'Agriculture et du Développement rural puis en 2008, ministre de la Santé jusqu'en 2010 puis ministre de la solidarité nationale jusqu'en 2013.
De l’Agriculture à la Santé puis à la solidarité, il n’avait cessé de faire parler de lui. En mal plutôt qu’en bien. Avec le scandale, il semblait avoir conclu un contrat à durée indéterminée. 
Devenu sénateur du tiers présidentiel en janvier 2013, une procédure de levée de son immunité est lancée à son encontre dans le contexte des manifestations de 2019 en Algérie. Il  renonce à son immunité en juin 2019. Le 8 juillet 2019, il est arrêté pour corruption et dilapidation présumées au ministère de la Solidarité nationale, où plusieurs scandales de détournement de fonds ont éclaté . Il est poursuivi pour dilapidation de deniers publics, conclusion d'un marché en violation des dispositions législatives et réglementaires en vigueur, octroi d'indus avantages et abus de fonction.
Il est condamné le 16 septembre 2020 à quatre ans de prison.